# Fausta (cesarzowa)
Fausta (Flavia Maxima Fausta, ur. po 290, zm. 326 w Rzymie, prawdopodobnie zamordowana na polecenie męża – cesarza Konstantyna) – córka cesarza Maksymiana oraz jego drugiej żony - Eutropii. Siostra cesarza Maksencjusza i cesarzowej Teodory. Żona cesarza rzymskiego - Konstantyna I Wielkiego, matka Konstantyny.
W 307 została żoną Konstantyna I, rządzącego wtedy w Galii, Brytanii i Hiszpanii. Małżeństwo  miało przypieczętować sojusz z jej bratem Maksencjuszem, który w wyniku rebelii opanował Rzym i Italię. Przed ślubem Konstantyn I zerwał związek z Minerwiną, matką jego pierworodnego syna Kryspusa. 
Fausta przyczyniła się do upadku swojego ojca Maksymiana. W 310 zginął w konsekwencji nieudanego spisku wymierzonego w Konstantyna I. Maksymian zdecydował się wciągnąć córkę w plany skierowane przeciw jej mężowi, ale ona wyjawiła tajemnicę Konstantynowi. Maksymian popełnił samobójstwo lub został zgładzony w lipcu 310. 
Cesarzowa Fausta zdobyła wysoką pozycję na dworze Konstantyna, a ukoronowaniem wypływów było ogłoszenie jej w 323 Augustą; poprzednio nosiła tytuł Nobilissima Femina. Jednak trzy lata później Fausta została skazana na śmierć przez Konstantyna, w następstwie egzekucji Kryspusa, najstarszego syna cesarza ze związku z Minerwiną. Przyczyny śmierci obojga są różnie interpretowane; albo jako skutek ich rywalizacji o wpływy, albo jako następstwo cudzołóstwa żony cesarza, prawdopodobnie z Kryspusem. Fausta została uduszona w przegrzanej łaźni. 
Cesarz nakazał damnatio memoriae swojej żony, dlatego nie dysponujemy źródłami z tamtych czasów opisujących jej los. Jej synowie, kiedy objęli już rządy po śmierci Konstantyna, nie unieważnili tego zarządzenia.

## Matka cesarzy
- Konstantyna II,
- Konstancjusza II,
- Konstansa.